# 이자액
이자액(-液)은 이자에서 만들어지는 소화 효소로 크게 아밀레이스(아밀롭신), 트립신, 라이페이스를 들 수 있다. 이자액은 소장에서 분비된다. 아밀레이스(아밀롭신)는 녹말을 엿당(말토스)로 분해하며 트립신은 단백질을 아미노산으로 분해한다. 또한 라이페이스는 지방을 지방산과 모노글리세리드로 분해한다. 이자액이 없으면 3대 영양소가 모두 흡수되지 않기 때문에 소화하는 데에 매우 중요하다.